# Autolux
Autolux — американський експериментальний рок-гурт.

## Дискографія

### Студійні альбоми
- Future Perfect (2004)
- Transit Transit (2010)
- Pussy's Dead (2016)

### Міні-альбоми
- Demonstration (2001)
- The Bouncing Wall / Census EP (2011)

### Сингли
- «Here Comes Everybody» (2004)
- «Audience No. 2» (2008)
- «Supertoys» (2010)